# Klaus Tschira
Klaus Tschira (Friburgo in Brisgovia, 7 dicembre 1940 – Heidelberg, 31 marzo 2015) è stato un imprenditore tedesco.
Insieme a Hans Werner Hector, Dietmar Hopp, Hasso Plattner e Claus Wellenreuther fu uno dei fondatori della società di software SAP a Walldorf. Dal 1998 al 2007 è stato membro del Consiglio di Amministrazione della SAP AG.

## Biografia
Dopo la Maturità conseguita presso il Ginnasio Helmholtz a Karlsruhe e lo studio della fisica presso l'Università di Karlsruhe, Tschira lavorò dal 1966 al 1972 come sistemista presso l'IBM a Mannheim.
Nel 1972 Tschira fu uno dei cinque fondatori del Systemanalyse und Programmentwicklung GBR a Weinheim, dalla quale nel 1988 nacque la SAP AG e nel cui Consiglio di Amministrazione Tschira entrò in quello stesso anno.
Dalla sua uscita dall'attività diretta in SAP, Tschira fu mecenate e promotore.

## Vita privata
Tschira era sposato ed ebbe due figli. Morì il 31 marzo 2015.

## Fondazione Klaus Tschira
Nel 1995 creò la Fondazione Klaus Tschira, per promuovere le scienze naturali, l'informatica e la matematica e anche per risvegliare il pubblico interesse per queste materie. La sede della fondazione è ad Heidelberg, nella Villa Bosch, già abitazione del premio Nobel per la chimica Carl Bosch. 
Nel 1997 curò la fondazione dello European Media Laboratory, un istituto per l'informatica applicata.
Nel 2010 fondò l'Istituto di Heidelberg per gli Studi teorici (HITS).
Nel 2011 ad Heidelberg fu consegnata in dono la Casa dell'Astronomia al Max-Planck-Institut für Astronomie .
Dal 2001 la Fondazione Klaus Tschira organizzò corsi di formazione nelle scienze naturali, che dovevano promuovere la collaborazione di scienziati e giornalisti. In questo contesto vi è anche il Premio Klaus Tschira per una scienza comprensibile.
Successivamente furono promossi progetti di allievi e insegnanti. Fino al 2011 vi fu la consegna del Premio annuale giovanile del software, che ebbe termine con il decimo conferimento. Con il progetto "La gioventù presenta", la Fondazione Klaus Tschira promosse fin dal 2010 la presentazione di capacità di insegnanti e allievi, soprattutto nei campi della matematica e delle scienze naturali.

## Fondazione Gerda e Klaus Tschira
Nel 2008 fondò, insieme alla moglie Gerda Tschira la Fondazione Gerda e Klaus Tschira (GKTS).
Con questa fondazione egli acquistò il 17 dicembre 2008 dallo Stato della Sassonia la ex residenza del Premio Nobel per la chimica Wilhelm Ostwald a Großbothen, presso Grimma.
La fondazione ha come scopo di proseguire gli studi sull'energia rurale nel senso di Wilhelm Ostwald. Così anche nel futuro il Museo Wilhelm-Ostwald informa sui risultati e le opere del Premio Nobel per la chimica.

## Riconoscimenti
- 1995: Dottore honoris causa dell'Università di Klagenfurt
- 1997: Senatore ad honorem dell'Università di Heidelberg
- 1999: Ordine al merito di Germania am Bande
- 1999: Senatore dell'Università di Karlsruhe, l'attuale Karlsruher Institut für Technologie (KIT)
- 1999: Deutscher Stifterpreis
- 2000: Denominazione dell'asteroide 13028 Klaustschira da parte dell'Unione Astronomica Internazionale in ringraziamento per il suo sostegno nello sviluppo del satellite miniaturizzato DIVA[2]
- 2007: Konrad-Zuse-Plakette della città di Hoyerswerda
- 2008: Medaglia Rudolf Diesel dell'Istituto tedesco per gli inventori
- 2008: Medaglia Alwin Walther dell'Università Tecnica di Darmstadt
- 2008: Senatore onorario della Scuola Superiore di Pedagogia di Heidelberg[3]
- 2009: Croce tedesca al merito di I classe
- 2010: Dottore honoris causa dell'Istituto di Karlsruhe per la Tecnologia (KIT)
- 2010: Medaglia Leibniz dell'Accademia delle scienze di Berlino[4]
- 2011: Membro onorario della Società Astronomica[5]
- 2011: Ordine al merito dello stato della Renania-Palatinato
- Senatore onorario dell'Università di Mannheim
- 2011: Senatore onorario della Scuola Superiore per gli studi ebraici di Heidelberg
- 2011: Medaglia Richard-Benz della città di Heidelberg
- 2012: Membro onorario dell'Accademia delle Scienze di Heidelberg